# بحيرة خوفسغول
بحيرة خوفسغول هي أكبر بحيرة مياة عذبة في منغوليا من حيث الحجم والثانية من حيث المساحة، تقع شمال غرب منغوليا بالقرب من الحدود مع روسيا.